# Али Мазхар бей
Али Мазхар бей (на турски: Ali Mazhar Bey) е османски офицер и чиновник.

## Биография
От август 1909 до ноември 1910 година е валия на Косовския вилает в Скопие. В 1910 – 1911 е валия в Одрин, в 1911 – 1912 – в Алепо и в 1914 – 1915 г. – в Анкара.